# اوفرتون
اوفرتون (بالإنجليزية: Overton)‏ هي مدينة أمريكية تقع في ولاية تكساس.تبلغ مساحة هذه المدينة 17.5 (كم²)،ويبلغ عدد سكانها 2554 نسمة حسب إحصاء سنة 2010 م.

## التركيبة السكانية
حدّد مكتب تعداد الولايات المتحدة بيانات التركيبة السكانية لاوفرتون في تعداد الولايات المتحدة. في ما يلي، التركيبة السكانية حسب تعدادي 2000 و2010.

### تعداد عام 2000
بلغ عدد سكان اوفرتون 2,350 نسمة بحسب تعداد عام 2000، وبلغ عدد الأسر 906 أسرة وعدد العائلات 630 عائلة مقيمة في المدينة. في حين سجلت الكثافة السكانية 134.4 نسمة لكل كيلومتر مربع (348.1/ميل2). وبلغ عدد الوحدات السكنية 1,013 وحدة بمتوسط كثافة قدره 58 لكل كيلومتر مربع (150.2/ميل2).
وتوزع التركيب العرقي للمدينة بنسبة 79.36% من البيض و17.91% من الأمريكيين الأفارقة و0.77% من الأمريكيين الأصليين و0.64% من الأعراق الأخرى و1.32% من عرقين مختلطين أو أكثر و2.09% من الهسبانيون أو اللاتينيون من أي عرق.
بلغ عدد الأسر 906 أسرة كانت نسبة 36% منها لديها أطفال تحت سن الثامنة عشر تعيش معهم، وبلغت نسبة الأزواج القاطنين مع بعضهم البعض 53.2% من أصل المجموع الكلي للأسر، ونسبة 12.1% من الأسر كان لديها معيلات من الإناث دون وجود شريك، بينما كانت نسبة 4.2% من الأسر لديها معيلون من الذكور دون وجود شريكة وكانت نسبة 30.5% من غير العائلات. تألفت نسبة 27.7% من أصل جميع الأسر من عدة أفراد يعيشون في نفس المنزل ونسبة 15.3% كانت تتألف من شخص يعيش بمفرده يبلغ من العمر 65 عاماً أو أكثر. وبلغ متوسط حجم الأسرة المعيشية 2.45، أما متوسط حجم العائلات فبلغ 2.99.
بلغ العمر الوسطي للسكان 38.1 عاماً. وكانت نسبة 24.5% من القاطنين تحت سن الثامنة عشر، وكانت نسبة 8.4% بين الثامنة عشر والرابعة والعشرين عاماً، ونسبة 24.5% كانت واقعةً في الفئة العمرية ما بين الخامسة والعشرين والرابعة والأربعين عاماً، ونسبة 21.5% كانت ما بين الخامسة والأربعين والرابعة والستين، ونسبة 15.7% كانت ضمن فئة الخامسة والستين عاماً فما فوق. يوجد لكل 100 أنثى 87.4 ذكر، ويوجد لكل 100 أنثى في الثامنة عشر من عمرها فما فوق 86.7 ذكر.
بلغ متوسط دخل الأسرة في المدينة 28,098 دولارًا، أما متوسط دخل العائلة فبلغ 34,662 دولارًا. وكان متوسط دخل الذكور 30,329 دولارًا مقابل 17,255 دولارًا للإناث. وسجل دخل الفرد الخاص بالمدينة 17,256 دولارًا. وكانت نسبة 14.1% من العائلات ونسبة 17.5% من السكان تحت خط الفقر، وكان من هؤلاء نسبة 25.3% تحت سن الثامنة عشر ونسبة 14.4% في الخامسة والستين من العمر وما فوق.

### تعداد عام 2010
بلغ عدد سكان اوفرتون 2,554 نسمة بحسب تعداد عام 2010، وبلغ عدد الأسر 935 أسرة وعدد العائلات 639 عائلة مقيمة في المدينة. في حين سجلت الكثافة السكانية 146.1 نسمة لكل كيلومتر مربع (378.4/ميل2). وبلغ عدد الوحدات السكنية 1,086 وحدة بمتوسط كثافة قدره 62.1 لكل كيلومتر مربع (160.8/ميل2).
وتوزع التركيب العرقي للمدينة بنسبة 79.95% من البيض و16.13% من الأمريكيين الأفارقة و0.39% من الأمريكيين الأصليين و0.12% من الأمريكيين ذوي الأصول الآسيوية و1.29% من الأعراق الأخرى و2.11% من عرقين مختلطين أو أكثر و3.95% من الهسبانيون أو اللاتينيون من أي عرق.
بلغ عدد الأسر 935 أسرة كانت نسبة 37.9% منها لديها أطفال تحت سن الثامنة عشر تعيش معهم، وبلغت نسبة الأزواج القاطنين مع بعضهم البعض 47.7% من أصل المجموع الكلي للأسر، ونسبة 15.6% من الأسر كان لديها معيلات من الإناث دون وجود شريك، بينما كانت نسبة 5% من الأسر لديها معيلون من الذكور دون وجود شريكة وكانت نسبة 31.7% من غير العائلات. تألفت نسبة 27.8% من أصل جميع الأسر من عدة أفراد يعيشون في نفس المنزل ونسبة 13.3% كانت تتألف من شخص يعيش بمفرده يبلغ من العمر 65 عاماً أو أكثر. وبلغ متوسط حجم الأسرة المعيشية 2.60، أما متوسط حجم العائلات فبلغ 3.18.
بلغ العمر الوسطي للسكان 35.2 عاماً. وكانت نسبة 26.9% من القاطنين تحت سن الثامنة عشر، وكانت نسبة 8.9% بين الثامنة عشر والرابعة والعشرين عاماً، ونسبة 25.3% كانت واقعةً في الفئة العمرية ما بين الخامسة والعشرين والرابعة والأربعين عاماً، ونسبة 23.7% كانت ما بين الخامسة والأربعين والرابعة والستين، ونسبة 15.2% كانت ضمن فئة الخامسة والستين عاماً فما فوق. وتوزع التركيب الجنسي للسكان بنسبة 47.8% ذكور و52.2% إناث.

## أعلام
- بو كيلي
- ماكس ماكجي